# Boeing Commercial Airplanes
Cet article court présente un sujet plus développé dans : Boeing.

Boeing Commercial Airplanes (BCA) est une entreprise américaine, filiale de Boeing. Elle conçoit, assemble, commercialise et vend des avions de transport et des jets d'affaires (la série Boeing Business Jet). Elle fournit également une maintenance et une formation relatives à ses produits. Elle opère depuis Renton, dans l'État de Washington, avec plus d'une douzaine d'installations d'ingénierie, de fabrication et d'assemblage situées aux États-Unis et dans le monde entier. BCA comprend les actifs de la filiale Douglas Aircraft de l'ancienne McDonnell Douglas, qui a fusionné avec Boeing en 1997.

## Organisation
Boeing Commercial Airplanes (BCA) est organisée de la sorte:
- Développement de nouveaux avions 
  - Usine Boeing de Renton - 737, Boeing Business Jet
  - Usine Boeing d'Everett - 747 jusqu'en 2022, 767, 777
  - Boeing South Carolina (en) - 787
  - Département de Production
  - Partenaires Globaux
  - Systèmes de Propulsion
- Services Commerciaux

Filiales de BCA:
- Aeroinfo Systems[1]
- Aviall
- Aviation Partners Boeing[2], entreprise commune avec Aviation Partners (en) Inc.
- Boeing Canada (en)
- Boeing Training & Flight Services (auparavant Alteon Training)
- CDG (Continental DataGraphics)
- Jeppesen, auparavant Jeppesen Sanderson
- Preston Aviation Solutions